# Spermacoce setidens
Spermacoce setidens är en måreväxtart som först beskrevs av Friedrich Anton Wilhelm Miquel, och fick sitt nu gällande namn av Jacob Gijsbert Boerlage. Spermacoce setidens ingår i släktet Spermacoce och familjen måreväxter. Inga underarter finns listade i Catalogue of Life.